# Madhushree
Madhushree (née Sujata Bhattacharya) est une chanteuse indienne qui chante dans des films hindis, bengalis, kannadas, tamouls et telougous. Voix familière des compositions de Allah Rakha Rahman, elle vient d'une famille de musiciens et mélomanes, et elle reçut un enseignement en musique classique et occidentale. Son père ayant voulu qu'elle devînt une chanteuse classique, elle intégra l'université Rabindra Bharati, mais son profond désir avait toujours été d'être une chanteuse pour le cinéma.

## Filmographie
- 2005 : Paheli, le fantôme de l'amour d'Amol Palekar
- 2005 : Kisna: The Warrior Poet de Subhash Ghai
- 2008 : Welcome to Sajjanpur de Shyam Benegal
- 2010 : Enthiran de S. Shankar
- 2013 : Raanjhanaa de Aanand L. Rai